# Dexamethason
Dexamethason (9-Fluor-16α-methylprednisolon), als Präparatname auch kurz Dexa, ist ein künstliches Glucocorticoid, das entzündungshemmend und dämpfend auf das Immunsystem wirkt. Es gehört zu den langwirkenden Glucocortikoiden und wirkt rund 25-mal stärker als das körpereigene Cortisol. Es besitzt keine relevante mineralkortikoide Wirkung.
Vom Cortisol unterscheidet es sich durch die Doppelbindung zwischen C-1 und C-2, eine zusätzliche Methylgruppe am C-16 und eine Fluorierung am C-9.

## Verwendung

### Dexamethason-Suppressionstest
Mit Dexamethason wird der Dexamethasontest (auch Dexamethason-Suppressionstest genannt) in der Diagnostik des Cushing-Syndroms (krankhaft erhöhte Konzentration des Cortisolspiegels) durchgeführt. Es wird unterschieden zwischen einem Kurzzeittest mit einer einmaligen Dexamethasongabe sowie einem Langzeittest mit einer Dexamethasongabe über vier Tage. Da Dexamethason dieselben Feedbackrezeptoren anspricht wie Cortisol, wird im gesunden Organismus die körpereigen gebildete Cortisolmenge verringert. Fällt der Cortisolplasmaspiegel hingegen nicht ab, ist der Regelkreis krankhaft gestört. Dexamethason verfälscht im Gegensatz zu anderen synthetischen Steroidhormonen die laborchemische Cortisolbestimmung nicht.

### Therapeutische Verwendung
Anwendungsgebiete sind u. a. entzündliche Erkrankungen der Haut (Ekzeme) und der Gelenke (Arthritis), durch Hirntumoren ausgelöste Hirnödeme und die palliative Therapie maligner Tumoren; ferner dient Dexamethason zur Vorbeugung und Behandlung von Erbrechen unter Zytostatika sowie zur Prophylaxe von postoperativer Übelkeit und postoperativem Erbrechen. Außerdem findet es Verwendung in Augentropfen, z. B. nach Katarakt-Operationen. Die hochdosierte Kurzzeitgabe kann auch zur Therapie von Immunthrombozytopenie (ITP) erfolgen.
Früher wurde Dexamethason auch bei akuten Notfällen mit polytraumatischem Schock zur Prophylaxe und Therapie der sogenannten Schocklunge hochdosiert verabreicht. Eine Studie von Forschern der Universität Oxford hat Indizien dafür geliefert, dass Dexamethason die Sterberate von an COVID-19 erkrankten Intensivpatienten signifikant senkt. Für Patienten an Beatmungsgeräten sank die Sterberate von 40 % auf 28 %, für Patienten mit Sauerstoffversorgung von 25 % auf 20 %. Das Mittel bekämpft nicht das Virus selbst, sondern bremst die in vielen schweren Fällen überschießende Reaktion des Immunsystems, den Zytokinsturm. Bei Patienten, die keine Sauerstoffgabe benötigten, zeigte eine Behandlung mit Dexamethason keine positive Wirkung.
In Großbritannien wurde Dexamethason auf die Liste der Standardverfahren gegen COVID-19 gesetzt; die Weltgesundheitsorganisation (WHO) und die Europäische Arzneimittel-Agentur empfahlen diese Therapie ebenfalls.

## Unerwünschte Wirkungen
Bei niedrigdosierter Einmalgabe sind keine Nebenwirkungen zu erwarten. Wie auch bei anderen Wirkstoffen aus der Gruppe der künstlichen Glucocorticoide kann es unter Dexamethason zu Knochenabbau kommen; weitere mögliche Nebenwirkungen sind u. a. Bluthochdruck sowie eine Verringerung der Muskelmasse und eine Tendenz zur Einlagerung von Fett im Bauchraum (siehe hierzu auch Glucocorticoide#Nebenwirkungen). Sind Behandelte starker Sonneneinstrahlung ausgesetzt, kann es temporär zu Steroidakne kommen.

## Entwicklung, Vermarktung, Präparate
Dexamethason (Merck KGaA) kam in Deutschland in den 1960er Jahren als Arzneimittel auf den Markt, die ersten Präparate hießen Decadron, Dexamed, Fortecortin, Millicorten. Heute gibt es zudem zahlreiche Generika, viele verschiedene pharmazeutische Formulierungen und medizinische Fixkombinationen (Kombipräparate). Die Mittel werden systemisch (oral, intravenös, intramuskulär) sowie lokal (z. B. am Auge, im Ohr, in der Nase, auf der Haut/Kopfhaut, intraartikulär, subkonjunktival) angewendet. Es gibt verschiedene Salze und Ester für die diversen Zubereitungen, wie etwa das wasserlösliche Dexamethasondihydrogenphosphat-Dinatrium für wässrige Lösungen, die nahezu wasserunlöslichen Verbindungen Dexamethasonacetat und Dexamethasonisonicotinat für Salben und Kristallsuspensionen, den Fettsäureester Dexamethasonpalmitat für Emulsionen. Dexamethason als Base wird in Salben, Suspensionen, Cremes und Tabletten verarbeitet.
Für die lokale Anwendung am Auge und Ohr kommen auch Kombinationen mit antibiotischen Wirkstoffen zum Einsatz, beispielsweise mit Tobramycin (Tobradex Augentropfen), Gentamicin (Dexamytrex Augensalbe/-tropfen), Neomycin (Dispadex comp. Augentropfen), Neomycin plus Polymyxin B (Isopto-Max Augensalbe/-suspension), Ciprofloxacin (Ciclodex Ohrentropfen), Levofloxacin (Levendex Augentropfen) oder Oxytetracyclin (Corti Biciron). Kombinationspräparate mit lokalanästhetischen Wirkstoffen wurden für otologische (Otobacid N Ohrentropfen) und intraartikuläre Anwendungen (Supertendin Injektionssuspension) entwickelt.
Vergleichbare Präparate gibt es ebenfalls für die Tiermedizin.
Dexamethason ist ferner ein in der Rezeptur (Eigenherstellung von Arzneimitteln in der Apotheke) gebräuchlicher Arzneistoff.